# Ташко Дойчинов
Ташко Дойчинов е български революционер от Македония.

## Биография
Дойчинов е роден през 1853 година в мияшкото село Лазарополе, тогава в Османската империя. Формира чета и в 1883 година навлиза с нея в Дебърско - първата революционна чета в този район. Заловен е в сражение и заточен в Акия. Умира в 1885 година.